# Orthoseiraceae
Famille
Les Orthoseiraceae sont une famille d'algues de l'embranchement des Bacillariophyta (Diatomées), de la classe des Coscinodiscophyceae et de l’ordre des Melosirales.

## Étymologie
Le nom de la famille vient du genre type Orthoseira, composé du préfixe orth-, (du grec ὀρθός / orthós, « droit ; juste ; réel »), et du suffixe -seira (du grec σειρά / seirá, « corde, chaîne »), en référence aux chaines rectilignes que forment les frustules de cette diatomée.

## Liste des genres
Selon AlgaeBase (22 juillet 2022) :
- Cavernosa S.R.Stidolph, 1990
- Guarreraea Kociolek, J.M.Guerrero & B.Van de Vijver, 2018
- Orthoseira Thwaites, 1848
- Phycavernosa S.Blanco, 2020
- Porocyclia Ehrenberg, 1848
- Stephanosira Ehrenberg, 1848

## Systématique
Le nom correct complet (avec auteur) de ce taxon est Orthoseiraceae R.M.Crawford, 1990.

## Publication originale
- Round, F.E., Crawford, R.M. & Mann, D.G. (1990). The diatoms biology and morphology of the genera.  pp. [i-ix], 1-747. Cambridge: Cambridge University Press.